# لوسيل لويد
لوسيل لويد (بالإنجليزية: Lucile Lloyd)‏ هي رسامة أمريكية، ولدت في 28 أغسطس 1894 في سينسيناتي في الولايات المتحدة، وتوفيت في 25 فبراير 1941.